# Deutsche Meisterschaften im Skispringen 2007
Die Deutschen Meisterschaften im Skispringen 2007 fanden vom 28. bis 29. Juli 2007 in Winterberg statt. Austräger war der Deutsche Skiverband gemeinsam mit dem SK Winterberg. Die Wettbewerbe wurden auf der St.-Georg-Schanze in Winterberg ausgetragen.

## Ergebnisse

### Einzelspringen
| Platz | Sportler                | Verein                | Weite | Punkte |
| ----- | ----------------------- | --------------------- | ----- | ------ |
| 1     | Stephan Hocke           | WSV Oberhof 05        | 83,0  | 119,5  |
| 2     | Julian Musiol           | SC Motor Zella-Mehlis | 81,5  | 116,0  |
| 3     | Martin Schmitt          | SC Furtwangen         | 80,0  | 113,0  |
|       | Kevin Horlacher         | SC Degenfeld          | 81,5  | 113,0  |
| 5     | Severin Freund          | WSV-DJK Rastbüchl     | 79,5  | 111,0  |
| 6     | Erik Simon              | SG Nickelhütte Aue    | 79,5  | 109,5  |
|       | Georg Späth             | SC Oberstdorf         | 78,5  | 109,5  |
| 8     | Andreas Wank            | WSV Oberhof 05        | 78,5  | 109,0  |
| 9     | Tobias Bogner           | SK Berchtesgaden      | 76,5  | 105,0  |
|       | Oliver Alberer          | SC Meßstetten         | 77,0  | 105,0  |
| 11    | Maximilian Mechler      | WSC Isny              | 76,5  | 104,0  |
| 12    | Mark Krauspenhaar       | SC Motor Zella-Mehlis | 76,5  | 103,5  |
| 13    | Stephan Leyhe           | SC Willingen          | 76,5  | 103,0  |
| 14    | Christoph Hänel         | SG Nickelhütte Aue    | 75,5  | 102,0  |
| 15    | Felix Brodauf           | SG Nickelhütte Aue    | 75,5  | 100,0  |
| 16    | Jörg Ritzerfeld         | WSV Oberhof 05        | 74,5  | 99,5   |
| 17    | Benedikt Wider          | SV Kappel             | 75,5  | 99,0   |
|       | Pascal Bodmer           | SC Meßstetten         | 75,0  | 99,0   |
| 19    | Jonas Faller            | SC Menzenschwand      | 73,5  | 97,5   |
| 20    | David Winkler           | SK Winterberg         | 73,0  | 96,0   |
| 21    | Nico Faller             | SZ Breitnau           | 73,5  | 95,0   |
| 22    | Daniel Wenig            | SK Berchtesgaden      | 73,0  | 94,0   |
| 23    | Felix Schoft            | SC Partenkirchen      | 72,0  | 93,0   |
| 24    | Christian Ulmer         | SC Wiesensteig        | 71,5  | 92,5   |
| 25    | Christian Fendt         | SK Berchtesgaden      | 71,0  | 92,0   |
| 26    | Tobias Brunner          | SC Partenkirchen      | 71,5  | 91,5   |
| 27    | Benedikt van Ascheraden | SC Menzenschwand      | 70,0  | 88,5   |
|       | Nico Hermann            | SC Partenkirchen      | 70,5  | 88,5   |
| 29    | Nico Polychronidis      | SC Oberstdorf         | 70,5  | 87,5   |
| 30    | Adrian Brück            | SK Meinerzhagen       | 70,5  | 87,0   |

### Teamspringen
| Platz | Team                    | Punkte |
| ----- | ----------------------- | ------ |
| 1     | Thüringen I             | 971,5  |
| 2     | Bayern I                | 954,5  |
| 3     | Baden-Württemberg I     | 937,0  |
| 4     | Baden-Württemberg II    | 856,5  |
| 5     | Bayern II               | 831,0  |
| 6     | Sachsen I               | 805,0  |
| 7     | Baden-Württemberg III   | 784,0  |
| 8     | Hessen/Westdeutscher SV | 779,5  |
| 9     | Baden-Württemberg IV    | 723,5  |
| 10    | Thüringen II            | 681,5  |
| 11    | Sachsen II              | 681,0  |